# 林啟生

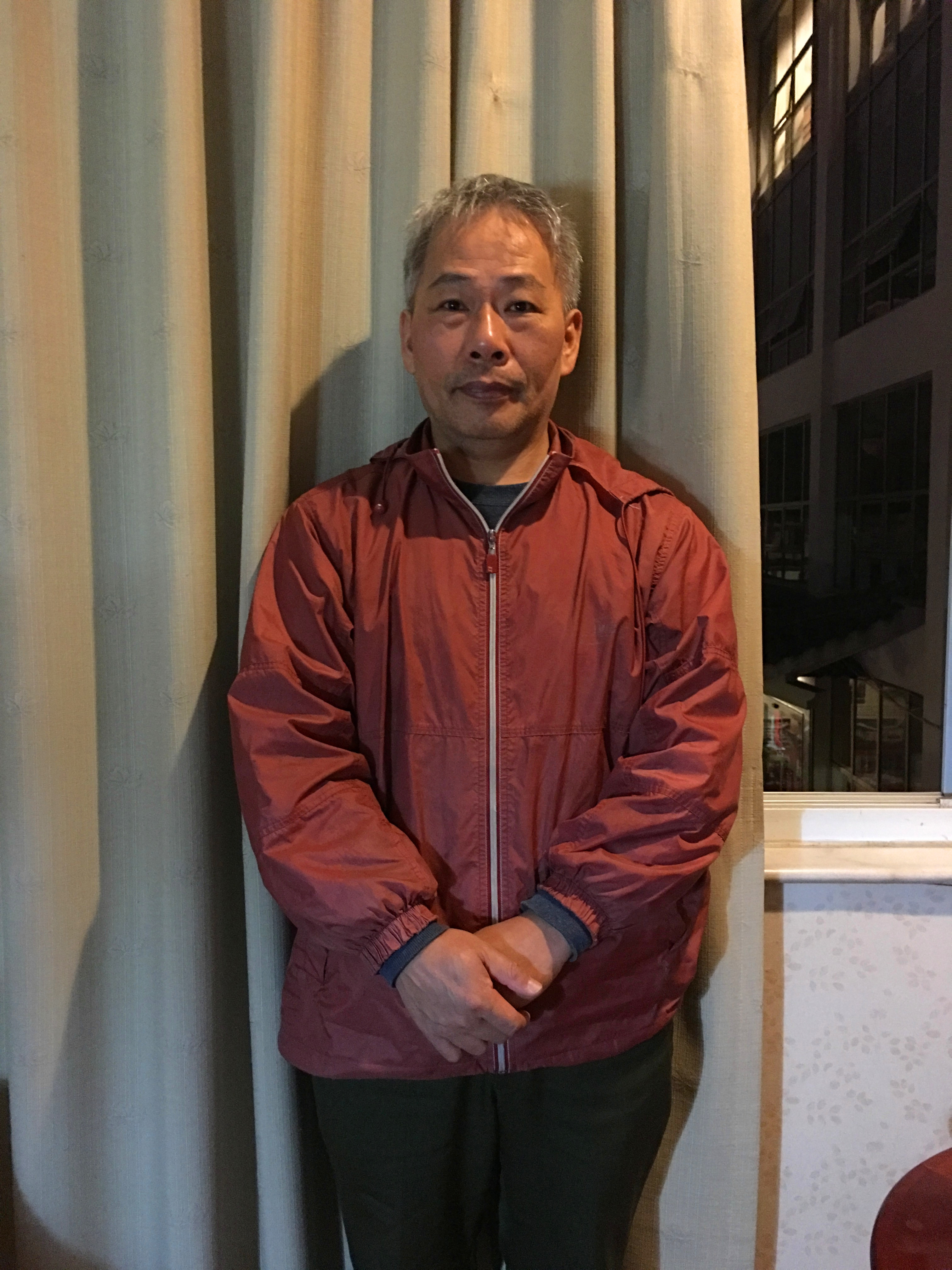
于2015年12月6日在福州的林启生先生

林啟生（1964年—）是台灣知名的天文愛好者和天文攝影家，臺南市歸仁區人。現在國立中央大學鹿林天文台任觀測助理。
林啟生的天文照片和文章出現在台灣以及美國、澳洲、大陸、日本等多國天文雜誌。並且和其他同好成立台南市天文協會、台中市天文學會及逢甲大學天文社。同時也是逢甲大學天文社、中國醫藥大學天文社、國立交通大學天文社、長榮大學天文社、彰化師範大學天文社指導老師。

## 經歷
林啟生畢業於逢甲大學工業工程學系。在1985年哈雷彗星回歸期間購下自己擁有的第一台望遠鏡，經常前往合歡山、大雪山森林遊樂區及玉山國家公園塔塔加等高山地區進行觀測和攝影。從1990年代至今已在台灣、美國、澳洲、中國大陸、日本等地的十幾本雜誌刊登過400多張的照片，並發表天文文章十餘篇，總共拍攝超過8000張天文照片。
林啟生任職於鹿林天文台期間配合觀測團隊發現多顆小行星，已命名的有「玉山」、「鄒族」、「雲門」、「高雄」等；以及第一顆由台灣人發現的彗星－鹿林彗星。
此外，他將小行星185216以自己的故鄉命名為「歸仁」（185216 Gueiren）。小行星187514則命名為「臺南」。

## 外部連結
- 國立中央大學鹿林天文台 鹿林彗星發現者　林啟生的天文簡歷[永久]
- 逢甲大學天文社林啟生先生簡介
- 台灣之光 首發現彗星 命名鹿林[永久]